# Радвине (станція)
Радвине — проміжна станція Конотопської дирекції Південно-Західної залізниці, розміщена на неелектрифікованій лінії Бахмач — Хоробичі між станціями Низківка та Сновськ.
Розташована біля села Попільні Сновського району.
На станції зупиняються лише приміські поїзди